# Oryzias setnai
Oryzias setnai är en fiskart som först beskrevs av Kulkarni, 1940.  Oryzias setnai ingår i släktet Oryzias och familjen Adrianichthyidae. IUCN kategoriserar arten globalt som livskraftig. Inga underarter finns listade i Catalogue of Life.